# Cyril Musil
Cyril Musil   (Studnice, 26 de novembre de 1907 - Collingwood i Canadà, 17 d'abril de 1977) fou un esquiador de fons txec que va competir sota bandera txecoslovaca durant la dècada de 1930.
El 1936 va prendre part en els Jocs Olímpics d'Hivern de Garmisch-Partenkirchen, on va disputar tres proves del programa d'esquí de fons. Destaca la cinquena posició en la cursa dels 4x10 quilòmetres, mentre en la dels 50 quilòmetres fou novè i en la dels 18 quilòmetres catorzè. En el seu palmarès destaca una medalla de plata al Campionat del Món d'esquí nòrdic de 1933 i sis campionats de Txecoslovàquia i sis de Polònia.
Durant la Segona Guerra Mundial va participar activament en la resistència contra el règim nazi. En acabar la guerra es va negar a col·laborar amb la Státní bezpečnost, per la qual cosa fou condemnat a 20 anys de presó. El 1949 aconseguí escapar de la presó i va fugir al Canadà, on passà els darrers anys de la seva vida.